# Humanetik
Humanetik är den ideologi (eller livssyn) som avvisar övernaturliga förklaringar och vars mål är en samhällssekularisering.
Denna ideologi företräds i Sverige av svenska Human-Etiska Föreningen. Men ideologins namn utvecklades främst i Norge, där den fortfarande företräds av organisationen Human-Etisk Forbund, grundad 1956 av Kristian Horn. Horn var den som myntade uttrycket humanetikk.